# Autoritratto con capelli scompigliati
Autoritratto con capelli scompigliati è un dipinto a olio su tela (22,6x18,7 cm) realizzato nel 1628 circa dal pittore Rembrandt Harmenszoon Van Rijn.
È conservato nel Rijksmuseum di Amsterdam.
Si tratta del primo autoritratto dell'artista, eseguito a 22 anni. Per le caratteristiche particolari, si crede che il dipinto non abbia intento ritrattistico, quanto di studio sulla luce radente un volto: il viso del pittore è infatti in penombra, tanto che è difficile riconoscerne i lineamenti.

## Collegamenti esterni

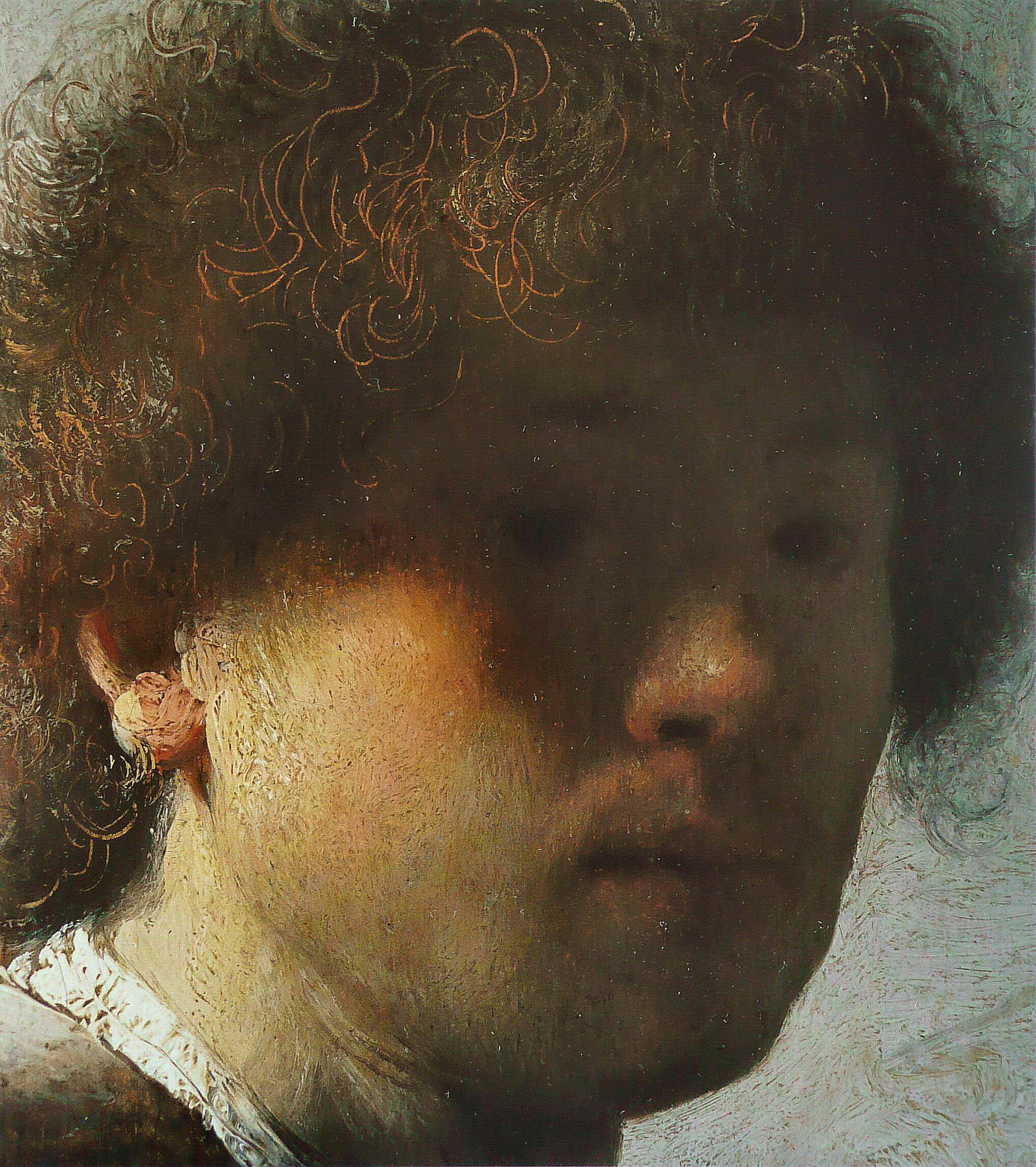
Dettaglio